# Лютий Дмитро Олексійович
Дмитро́ Олексі́йович Лю́тий — майор Збройних Сил України, учасник російсько-української війни.

## Життєпис
Станом на січень 2014 — військовослужбовець транспортної авіації Повітряних Сил Збройних Сил України.

## Нагороди
- Орден Данила Галицького (2 грудня 2016) — за особистий внесок у зміцнення обороноздатності Української держави, мужність, самовідданість і високий професіоналізм, виявлені під час виконання військового обов'язку, та з нагоди Дня Збройних Сил України[1]